# رودخانه لیتل کلرادو
رودخانه لیتل کلرادو رودی است به رودخانه کلرادو می‌ریزد. این رود از کشور ایالات متحده آمریکا می‌گذرد. این رودخانه یکی از شاخه‌های رودخانه کلرادو در ایالت آریزونا است، به همراه شاخه اصلی یعنی رودخانه پوئیرکو مساحتی در حدود ۲۶٬۵۰۰ مایل مربع (۶۹٬۰۰۰ کیلومتر مربع) را در شرق آریزونا و قسمت غربی نیو مکزیکو را در بر می‌گیرد، طول این رودخانه ۳۴۰ مایل (۵۵۰ کیلومتر) می‌باشد

## نگارخانه

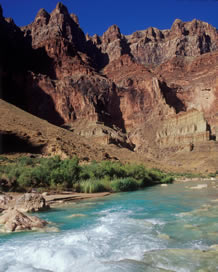
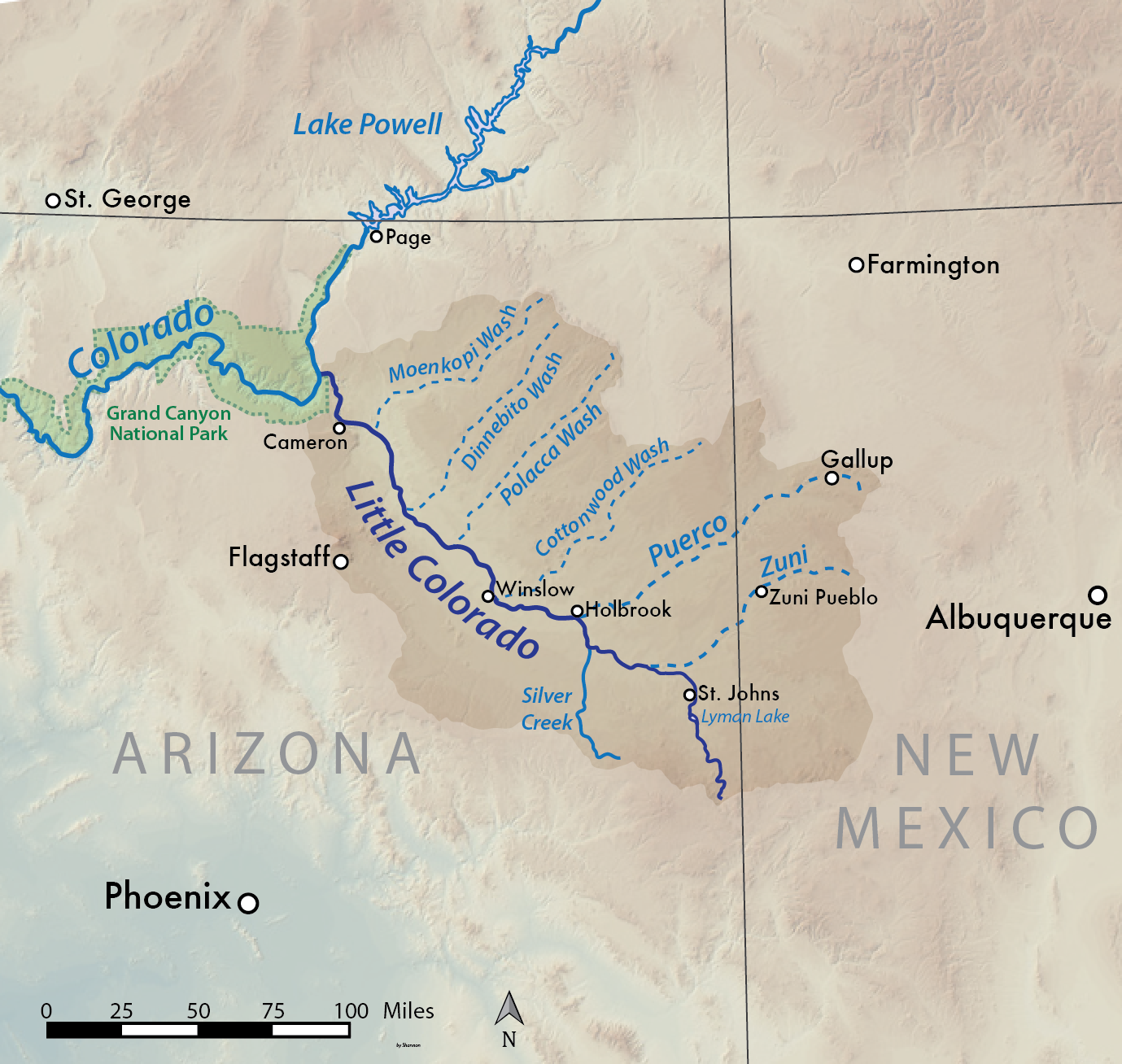
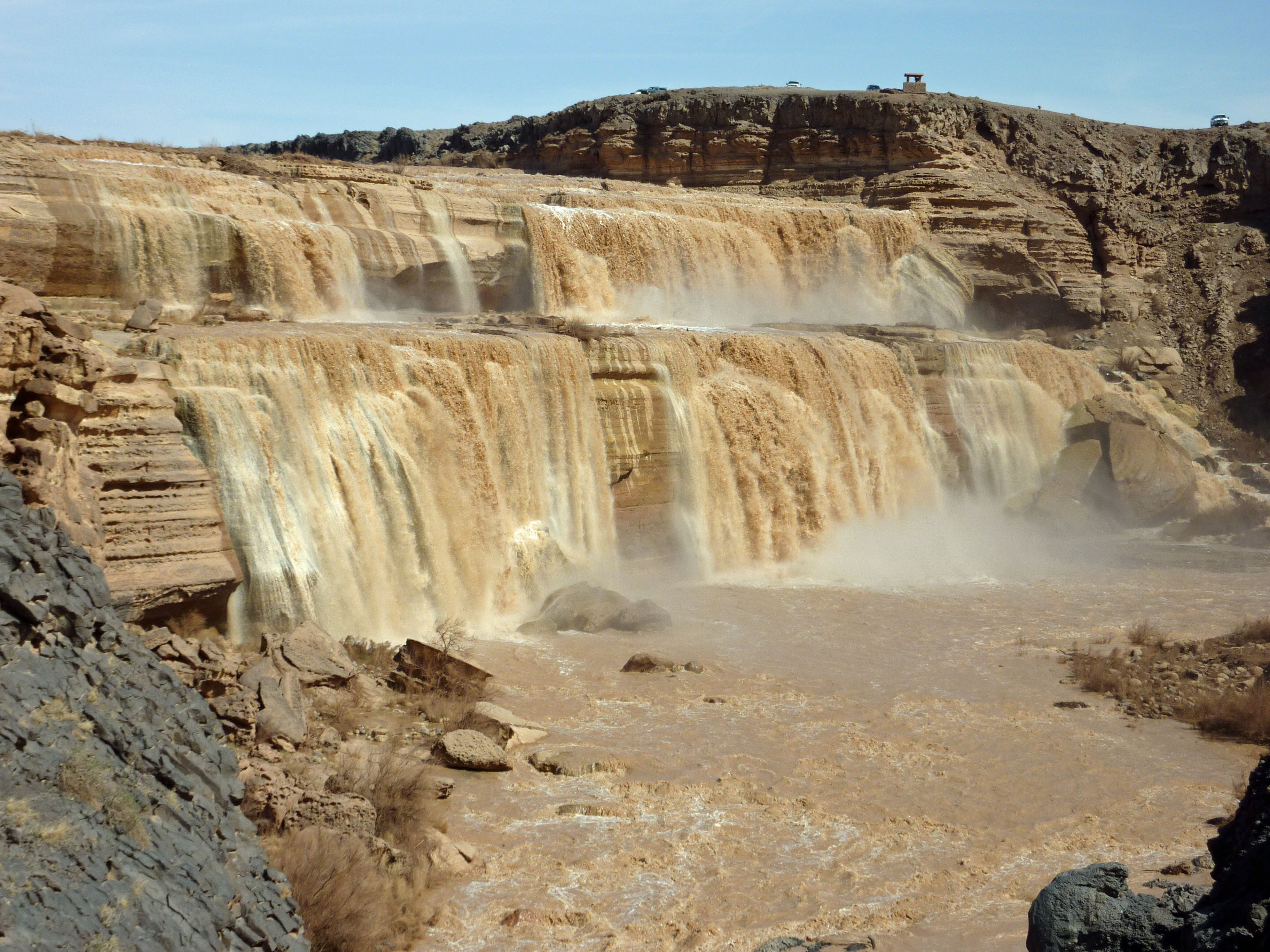
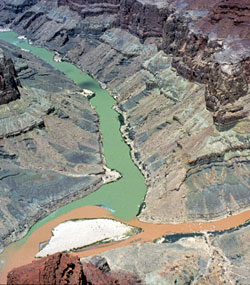